# Serica umbrinella
Serica umbrinella är en skalbaggsart som beskrevs av Brenske 1898. Serica umbrinella ingår i släktet Serica och familjen Melolonthidae. Inga underarter finns listade i Catalogue of Life.